# Ralf Walter
Ralf Walter (* 15. März 1958 in Andernach) ist ein deutscher SPD-Politiker. 
Ralf Walter studierte Sozialarbeit und war anschließend vier Jahre in diesem Beruf tätig. Von 1991 bis 1994 war er Mitglied des Deutschen Bundestages und unter anderem jugendpolitischer Sprecher der SPD-Fraktion.
Zwischen 1994 und 2009 war Walter Mitglied des Europäischen Parlaments. Er war dort unter anderem Mitglied des Haushaltsausschusses und haushaltspolitischer Sprecher der sozialdemokratischen Abgeordneten. 
Walter hatte während seiner Zeit als Parlamentarier den Hedwig-Lülsdorf-Ehrenamtspreis gestiftet und vergeben.